# 刘晓波广场事件
刘晓波广场事件，是指2014年美國華盛頓哥倫比亞特區議會議長蒙德爾森提案籲美國國會將將華盛頓國際路中中華人民共和國駐美國大使館所在的3505号門前的一段以中国异议人士刘晓波来命名为“刘晓波广场”（Liu Xiaobo Plaza）的一个事件。劉曉波是被中華人民共和國羈押的2010年諾貝爾和平獎得主，直到2017年過世前仍受政府的監禁。若改名成功，中国驻美使馆地址会变为刘晓波广场1号。此舉引起中華人民共和國當局不滿，中華人民共和國外交部稱「此爲挑釁行爲」。2016年2月16日，贝拉克·奥巴马政府表示将否決該項議案，改名一事不了了之。

## 起因
汤姆·兰托斯人权委员会提议将中国驻美大使馆所在地的地址改名的动因源自纽约AHR组织的执行董事大卫·凯斯于2013年11月发起的“异议者倍增”工程，该工程旨在与全球民主国家合作，将世界独裁国家驻全球民主国家的大使馆前的道路改名为被这些独裁国家囚禁或者暗杀的异议人士之姓名。
2014年1月16日，前苏联政治犯纳坦·夏兰斯基在一场美国国会山听证会上提及AHR组织的这项工程，他建议将世界上每个独裁国家的大使馆前的道路全部改名，这样可以对这些肆意侵犯人权的独裁国家施压，让这些国家有负罪感。纳坦·夏兰斯基曾因政治问题在苏联服刑9年，他表示：
|  | 当年苏联驻美国大使馆的门前街道改名为安德烈·德萨哈罗夫广场，所以人们每次给苏联大使馆写信时都不得不提及安德烈·德萨哈罗夫，为什么不对伊朗大使馆采取同样的做法？对美国和世界其他自由国家的使馆道路重新命名是让世界关心和记住这些异议者最好的提醒，我们不能让这些异议者消失。 |

弗兰克·沃尔夫在这次听证会上对纳坦·夏兰斯基的发言予以支持，会上被谈及的政治犯或宗教犯涉及的国家有巴林、中华人民共和国、伊朗、尼日利亚、巴基斯坦、俄罗斯、沙烏地阿拉伯以及越南。

## 經過
2014年5月底，13名美国两党议员致函华盛顿市政府建议街道改名。后来议员们发现这块地属于联邦政府，于是由拨款委员会成员弗兰克·沃尔夫众议员在《2015年国务院与对外援助拨款法案》中提出了修正案，提议美国国务卿将这个街区改名为刘晓波广场。
6月18日，美國華盛頓哥倫比亞特區議會議長蒙德爾森在中華人民共和國事先警告的前提下，提案呼吁美國國會將華盛頓國際路中中華人民共和國駐美國大使館所在的西北区国际广场3505号改名爲劉曉波广场。虽然特区法律规定以人物姓名命名的街道需要满足该人物逝世2周年的要求，但蒙德爾森在5月30日接受《华盛顿邮报》采访时指出议会有权破例。
6月24日，美国联邦眾議院撥款委員會在投票中通過將中國駐美國大使館所在的西北区国际广场3505号更名為「劉曉波廣場」，如果再經過眾議院和參議院通過，中國大使館的新地址將會是「劉曉波廣場1號」。以及批准2015年预算修正案，该修正案为美国国务院更改中国驻美国大使馆前的街道名称拨款。
担任美国国会汤姆·兰托斯人权委员会共同主席的美国众议院议员弗兰克·沃尔夫是推动命名刘晓波广场的议员之一，并得到美国国会多党派议员以及美国钢铁工人联合会（USW）的支持。
2016年2月12日，美国参议院通过了由共和党总统参选人泰德·克鲁兹提出的将中国驻美国大使馆门前地址命名为刘晓波广场的提案，该提案将提交美国总统奥巴马批准。不过白宫发言人表示，奥巴马的幕僚们已经建议奥巴马不要批准这项决议案。2月16日，歐巴馬政府表示，将否決該項議案。

## 意义
提议者表示以刘晓波命名这个街区有重要象征意义：“那些在使馆工作的中国官员每天开车上下班经过这里都会路过这条街。它告诉中国和全世界的人权斗士们有人支持他们的言论自由。”弗兰克·沃尔夫说：“这样一来每一封到使馆的邮件都会带着刘晓波的名字”。沃尔夫办公室在2014年5月29日的新闻发布中称：
|  | 通过用刘晓波的名字来命名中国大使馆前的那条街，我们将会发出一个明确且强有力的信息：美国对其在全球维护人权的承诺，不会掉以轻心，将继续坚持不懈。随着天安门事件的纪念日即将到来，采取这一行动正合时机。这个小小的努力毫无疑问将给中国人民带来希望，他们继续渴求基本人权和代议民主制，同时也会提醒他们的统治者：你们实际上是站在了历史错误的一边。 |

## 中华人民共和国外交部反應
中華人民共和國外交部发言人洪磊于2014年5月30日称該行爲乃挑釁行爲，并称刘晓波是一个触犯中国法律的人，他已被中国司法机关定罪，美国的一些国会议员这么做，是对中国法律的蔑视和藐视以及不尊重。2014年6月25日，外交部发言人华春莹称这是美国的一场政治闹剧。她表示这是一些人在利用所谓的人权和刘晓波进行的毫无意义的做法。被软禁在家中的刘晓波之妻刘霞得知消息后表现出愉悦之情。2016年2月16日，洪磊在外交部例行记者会上表示，美国参议院通过的有关议案违反国际关系基本准则，中方坚决反对，并表示若该案通过成法后，将造成严重后果。一些中国人提出对于美国驻北京大使馆的地址进行针对性的改名，比如斯诺登路。

## 相關評論
美国钢铁工人联合会主席杰拉德表示：「自由、民主、人权之斗争仰赖于刘晓波这样的人士，我们愿意跟他们站在一起。」
美国纽约城市大学政治学教授、中国问题专家夏明博士表示：「当美国发表有关中国的人权报告时，中国也针锋相对发表美国人权报告；所不同的是，美国的中国人权报告被中国政府封杀，不允许中国老百姓阅读，而中国的美国人权报告在美国可以发表，美国政府不管不问，美国百姓可以自由阅读；同样，美国今天要命名刘晓波路，中国不妨也将美国驻华使馆在北京坐落的街道拿某位批评美国政府的人士命名。」在中国，一些网民建议中国采取同样的做法，将中国的相关路名改为“虐囚街”、“斯诺登街”、“本拉登路”，甚至还有“莱温斯基路”等；不过有未具名的网民也指出在1966年文化大革命进入高潮期间，红卫兵的确曾把苏联驻北京大使馆外的街道改名为“反修路”。
AHR组织的执行董事大衛·凱斯在接受法新社採訪時表示：「（此舉）將提高中國監禁包括劉曉波在內的異見人士和民主人士的代價……這是象徵性的，這個舉動很小，但如果我們能提醒中國有關暴政的代價，並給在押的異見人士帶去希望，就能給中共當局施加壓力，迫使中國釋放政治犯並對外開放。」
中国民运人士方政说：“尽管中国政府不让人们知道刘晓波这个名字，但中国大使馆前的路命名为‘刘晓波路’，不仅中国，全世界的人都会进一步了解刘晓波，通过了解刘晓波进一步了解中国的人权状况，这个意义太重大了。” 他还表示：“大家感觉到中共政权的嚣张和肆无忌惮，是对整个文明世界的威胁。这也给中国政府提个醒，不能任由习近平的中国共产党像癌细胞一样恶性膨胀扩散，它会侵害人类文明的普世价值体系，给全人类带来灾难。”
凤凰卫视评论员阮次山在《新闻今日谈》节目中表示：“他是个闹剧，不过我们要先了解他为什么是闹剧？提出这个案的几个众议员，像美国有名的自由派的众议员沃夫，他提出来的根据是什么？……本来他们还不知道中国大使馆前面这条路，西南街605号是谁的产权。如果是美国华盛顿DC，就是华盛顿特区政府的产权，你这国会通过了也白通过，我不理你，美国地方政府的权利很大的，可是后来沃夫他们查了，他们本来在5月写了一封信给特区的市长，说我们建议把这条路改名叫什么，特区市长没理他。”

## 后续
2020年5月，马尔科·卢比奥、汤姆·科顿、本·萨斯、玛莎·布莱克本等美国共和党联邦参议员提出一项议案，要求将中国驻华盛顿大使馆外的街道改名为“李文亮广场”，纪念2019冠狀病毒病疫情“吹哨人”之一李文亮医生。5月30日，李文亮遗孀付雪洁在微博发帖表示反对此议案，声明中称：“李文亮是一名共产党员，深爱他的祖国。他若有知，一定不会允许有人借他的名义来伤害他的祖国”。